# الاستيلاء على مسقط (1507)
استوليَّ على مسقط عام 1507 عندما هاجم أسطول برتغالي بقيادة ألفونسو دي ألبوكيرك المدينة، التي كانت تحت حكم هرمزي واستولى عليها، وحكم البرتغاليون مسقط والمدن الساحلية العمانية الأخرى لمدة 150 عام.

## الخلفية
غادر ألبوكيرك العاصمة البرتغالية لشبونة مع تريستان دا كونا إلى الأسطول البرتغالي الثامن للهند عام 1506، ووصلوا إلى المحيط الهندي عام 1507، وبدأوا في غزو المدن الموجودة في جميع أنحاء ساحل شرق إفريقيا. ثم انتقلوا إلى جزيرة سقطرى التي تم غزوها أيضًا، وبهذا انفصل ألبوكيرك عن بقية الأسطول بحوالي 500 رجل، و6 سفن واتجه نحو شبه الجزيرة العربية. وصل البرتغاليون إلى ساحل عُمان في صيف عام 1507، مروراً بجزيرة مصيرة، وغزوا قلهات وقريات باستخدام القوة الوحشية، فوصلت قوات ألبوكيرك إلى مسقط، وبعد وصوله إلى هناك صنف المدينة على أنها المركز الرئيسي لمملكة هرمز ولم يستطع حماية المدينة من التدمير الذي حلّ بها لاحقاً.

## الاستيلاء
بدأ الجنود البرتغاليون الهجوم على مسقط قبل شروق الشمس، بمجموعتين مختلفتين انطلقتا من جانبين متقابلين للمدينة.  قاتل المدافعون المسلمون بشجاعة ولكن دون جدوى، وطردهم البرتغاليون من المدينة وظلوا في المطاردة، وقُتل معظمهم. لم يكن لدى السفن المسلمة المحلية أي فرصة في هزيمة الأسلحة الثقيلة البرتغالية فقام مواطنو مسقط بوعد أفونسو دي ألبوكيرك بعشرة آلاف زرافين من الذهب إذا لم ينهب المدينة وبعد فشلهم في تقديم المبلغ، أشعل البرتغاليون النار في المدينة بأكملها، وتم ذبح الرجال والنساء والأطفال. وعاش البرتغاليون في المدينة لمدة ثمانية أيام ثم غادروها، وكان هرمز هو الهدف التالي، ولكن هذه المرة لم يكن القائد البرتغالي ناجحًا جدًا، حيث اضطر إلى التخلي عن الهجوم وفشل في السيطرة على هرمز.